# Марцел Емпирик
Марцел Емпирик (на латински: Marcellus Empiricus; Marcellus Burdigalensis) е римски писател от 4 и 5 век, автор на съчинения по медицина.
Произлиза от Бурдигала (Бордо) в Галия. Заема високи държавни постове като magister officiorum при Теодосий I (379-395) и Аркадий.
Марцел пише книга с рецепти от фармацията на латински и галски ("De Medicamentis Empiricis") в 36 капители. Използва източници от лекаря Скрибоний Ларг, Medicina Plinii и народната медицина (agrestes et plebeii).